# Декстрокардия
Декстрокардия (от лат. dexter «правый» + др.-греч. καρδία «сердце») — аномалия развития (дистопия), при которой большая часть сердца расположена в грудной клетке вправо от средней линии тела симметрично нормальному положению. Данное состояние сопровождается «зеркальным» расположением всех кровеносных сосудов, исходящих и входящих в сердце.
Обычно сочетается с зеркальным расположением всех непарных внутренних органов — транспозиция органов. Впервые декстрокардию описал Марко Аурелио Северино в 1643 году.
От декстрокардии отличается декстропозиция сердца, при которой сердце человека механически перемещается в правую половину грудной клетки под влиянием каких-либо внесердечных факторов (правосторонний ателектаз, пневмофиброз, левосторонний плевральный выпот и т. д.).

## Классификация
Различают неизолированную декстрокардию — в случае полного обратного расположения внутренних органов — situs viscerum inversus totalis (транспозиция органов) и изолированную декстрокардию. Последняя отличается анатомически нормальным расположением непарных органов брюшной полости (желудка, печени, селезёнки). Среди изолированной декстрокардии выделяется форма с инверсией предсердий и желудочков и без инверсии полостей сердца (синонимы: декстроверсия, декстроторзия, декстроротация сердца, осевая декстрокардия).
В случае зеркальной декстрокардии отклонения в состоянии здоровья человека обычно отсутствуют, могут встречаться врождённые пороки сердца, в отличие от декстроверсии (лишь немного чаще, чем при обычном расположении сердца). В случае отсутствия сопутствующих пороков сердца обе формы декстрокардии не сопровождаются существенными нарушениями общей гемодинамики (кровообращения).

## Характеристика
Формируется обычно в первые недели внутриутробного развития. Причины возникновения декстрокардии всё ещё неизвестны.
Изолированная форма встречается редко. По данным Корта и Шмидта (С. Korth, J. Schmidt, 1955) — в 12 случаях из 1000. По данным Bohun et al. (2007) частота декстрокардии составляет 1 случай на 12 тысяч.
При зеркальной форме полые вены располагаются слева и несут кровь в правое предсердие, также расположенное слева и несколько впереди от левого предсердия (обозначение отделов сердца терминами «правый» и «левый» при декстропозиции условно). Правый желудочек с исходящим из него легочным стволом находится при этом спереди.
Декстроверсия сердца встречается чаще чем другие формы. Взаимное расположение камер сердца и магистральных сосудов при этом нормальное, но в большинстве случаев декстроверсия сочетается с врождёнными пороками сердца (отсутствие либо дефекты перегородок, транспозиция аорты и легочного ствола, стеноз легочного ствола или атрезия его клапанного аппарата и т. п.) и весьма часто с сопутствующими пороками развития селезёнки. Верхушечный толчок при этом определяется справа у основания мечевидного отростка грудины (если верхушка сердца не прикрыта грудиной).